# Anticomunisme
L'anticomunisme és l'oposició al comunisme. L'anticomunisme organitzat es va desenvolupar en reacció a l'alça del comunisme, especialment després de la Revolució d'Octubre de 1917 a Rússia i va arribar a dimensions mundials durant la Guerra Freda.
La majoria dels anticomunistes rebutjen el concepte del materialisme històric, el qual és la idea central en el marxisme. Els anticomunistes també rebutjen la creença del marxisme sobre que el capitalisme seria seguit pel socialisme i el comunisme de la mateixa manera que el feudalisme va ser seguit pel capitalisme.
Alguns anticomunistes consideraven el feixisme i el comunisme com un totalitarisme.

## Moviments anticomunistes

### A l'esquerra de l'anticomunisme
Des de la divisió entre partits comunistes i partits socialistes originada després de la Segona Internacional socialista per a formar la Tercera Internacional comunista, els socialdemòcrates i els socialistes democràtics van entrar en conflicte amb el comunisme criticant-lo per la seva naturalesa antidemocràtica. Exemples de l'ala esquerra crítica amb el comunisme van ser George Orwell, Boris Souveraine, Bayard Rustin, Irving Howe i Max Shachtman.

#### Anarquisme
Malgrat que molts anarquistes es descrivien a ells mateixos com anarco-comunistes tots els anarquistes criticaven l'autoritarisme dels partits i els estats comunistes. Pels anarquistes els conceptes de dictadura del proletariat i la propietat estatal dels mitjans de producció era com un anatema.
L'anarquista Mikhaïl Bakunin va dicutir amb Karl Marx durant la Primera Internacional, dient que l'estat marxista és una altra forma d'opressió. L'anarquista Emma Goldman, deportada dels Estats Units cap a Rússia l'any 1919, inicialment era una entusiasta de la revolució russa, però en va quedar decebuda, i va escriure un llibre sobre aquesta desilusió. L'anarquista Peter Kropotkin, va criticar l'emergent bolxevisme en cartes enviades a Vladímir Lenin, dient l'any 1920 que "una dictadura del partit és perjudicial per a la construcció d'un nou sistema socialista... Rússia només és una República Soviètica en el seu nom."

### Capitalistes
El principi comunista de la redistribució de la riquesa adquirida per l'acumulació capitalista és considerat pels anticomunistes com oposat al principi del lliure mercat voluntari.
En el Manifest Comunista, Marx exposa un pla de 10 punts per a la distribució de la terra i la producció, i Ludwig von Mises diu que les formes de redistribució són una coerció directa.

#### Objectivisme
En l'objectivisme segons Ayn Rand es diu que la riquesa (o qualsevol altre valor humà) és producte de la creació de ments individuals, que la naturalesa humana requereix motivació per l'incentiva personal i, per tant, que només la llibertat política i econòmica és consistent amb la prosperitat humana. Segons Ayn Rand els líders comunistes típicament demanen treballar per al bé comú però ells són corruptes i totalitaris.

### Excomunistes
Molts excomunistes s'han convertit en anticomunistes. Mikhaïl Gorbatxov s'ha convertit en socialdemòcrata. Milovan Đilas i Leszek Kołakowski han passat aser anticomunistes
Altres anticomunistes que havien estat marxistes inclouen els escriptors Max Eastman, John Dos Passos, James Burnham, Morrie Ryskind, Frank Meyer, Will Herberg, Sidney Hook, Louis Fischer, André Gide, Arthur Koestler, Ignazio Silone, Stephen Spender, Peter Hitchens i Richard Wright. Anticomunistes que havien estat socialistes o socialdemòcrates incloent: John Chamberlain, Friedrich Hayek, Raymond Moley, Norman Podhoretz i Irving Kristol.

### Feixisme i polítics ultradretans
El feixisme sovint es considera que és una reacció al comunisme i el socialisme a Europa. El feixisme italià, fundat per Benito Mussolini, va ser ajudat per la por al comunisme. Pel nazisme el comunisme era perillós pel benestar nacional per la seva intenció de dissoldre la propietat privada i al suport al conflicte social, la seva agressió a la classe mitjana, l'hostilitat als homes de negocis i el seu ateisme.
A Europa nombrosos aristòcrates, intel·lectuals conservadors, capitalistes i industrials donaren suport al moviment feixista. També ho feren la Falange a Espanya, el règim de Vichy a França i el Regiment d'Infanteria 638 de la Wehrmacht a França, Lord Halifax, i associat a Neville Chamberlain a Gran Bretanya.; i, a Amèrica del Sud, moviments com l'Integrisme brasiler.

### Religions

#### Budisme
Thích Huyền Quang va ser un important monjo budista del Vietnam i dissident anticomunista. El 1977, Huyền Quang va enviar una carta al Primer Ministre del Vietnam Phạm Văn Đồng detallant l'opressió del règim comunista. Per això ell i altres monjos van ser arrestats i detinguts.

#### Cristians
L'església catòlica té tradició d'anticomunisme el catecisme catòlic més recent rebutja les ideologies totalitàries i atees
El Papa Joan Pau II va ser molt crític amb el comunisme, i altres papes també, com el Papa Pius IX, que va fer una encíclica titulada Quanta Cura, on deia que el "Comunisme i el Socialisme" eren l'error més fatal. Lúcia Santos, que diu que va tenir una visió religiosa a Fàtima era anticomunista i també ho era el missatger de Fàtima en general.

#### Musulmans
Fins a la invasió soviètica de l'Afganistan de 1978 no hi va haver pràcticament reaccions anticomunistes en l'islamisme en general.

## Literatura

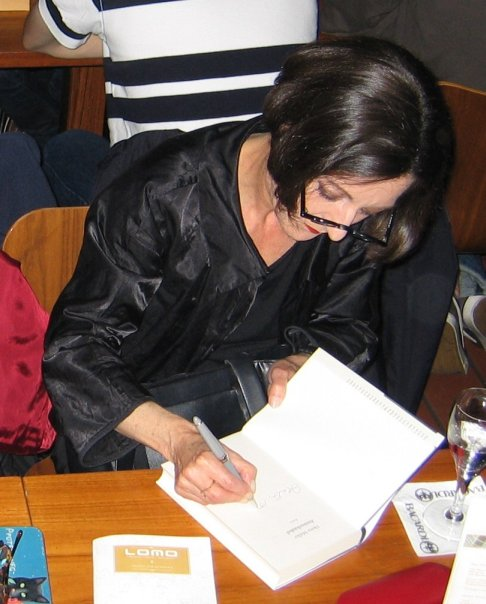
Herta Müller

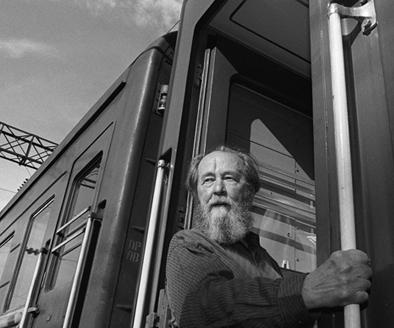
Aleksandr Soljenitsin

George Orwell va fer al·lusions a la Unió Soviètica de Stalin en els seus llibres “1984” i “Granja Animal”.
Boris Pasternak, un escriptor rus autor de Doctor Zhivago, va ser expulsat i la seva obra prohibida a la Unió Soviètica.
Aleksandr Soljenitsin va escriure l'“Arxipèlag Gulag” i “Un dia en la vida d'Ivan Denisovich” i per la seva actitud va ser exiliat de la Unió Soviètica l'any 1974.
Herta Müller descriu en les seves novel·les la dura vida en la Romania comunista.